# Juan Torres Calderón
Juan Torres Calderon es pintor retratista y costumbrista mexicano, se identifica con el fauvismo y el impresionismo; además es promotor de la artesanía de Capula, Michoacán. Recibió el premio de Artes Plásticas Alfredo Zalce, de quien fue alumno por mucho tiempo. El Centro Cultural Clavijero escribió: Su obra alberga un perceptible sentido de lo mexicano a través de representaciones de lo tradicional, que se aprecian en los detalles de indumentaria, y en el énfasis al trabajar costumbres tan arraigadas como el Día de Muertos. Al mismo tiempo está presente el sentido de lo universal, con representaciones sobre la religiosidad, la muerte, la sensualidad o la belleza.

## Historia
Nació en Morelia, Michoacán el 4 de julio de 1942. Estudió en el taller libre de la Escuela Popular de Bellas Artes de la Universidad Nicolaita y en el estudio del maestro Alfredo Zalce, de quien fue discípulo destacado y con quien participó en la realización de uno de los murales del Palacio de Gobierno de Michoacán, en Morelia.
Juan Torres concentra toda su creación en la figura femenina liberándola de anecdotismo o sentimentalismo. En los 80's se inicia con una serie de cabezas étnicas de vigoroso realismo.
Recibió el Premio de Artes Plásticas Alfredo Zalce.
Inicia en la década de 1980 con una serie de cabezas étnicas de vigoroso realismo modeladas con firmeza. Posteriormente incursiona con el desnudo femenino buscando el movimiento en "contrapposto", el cual se reconoce en la poses donde el cuerpo presenta un giro tal, que el torso y los hombros apuntan en una dirección, mientras que las caderas y las piernas en otra, a modo de contrapeso. También trabaja la frontalidad, ajustándose a un estilo sumario, es decir, carente de movimiento que acentúa un estado anímico pleno de dignidad y nobleza que lo vinculan con los valores humanistas.
En su diccionario de artistas, asienta el Museo Amparo "Ha desarrollado una intensa carrera docente en el estado de Michoacán, donde ha enseñado pintura y escultura. Ha llevado a cabo, desde 1965, importantes exposiciones individuales. Asimismo, ha participado en un gran número de muestras colectivas celebradas en México y el extranjero." 
Además de participar año con año en la Feria de la Catrina en Calpula, Michoacán, en octubre de 2019 presentó una serie de obras en el Palacio Municipal de Pátzcuaro en la exposición organizada con motivo de la inauguración de su mural Pátzcuaro, breve historia; ha exhibido su obra en Michoacán, en el área metropolitana de Monterrey, en Guanajuato, en la Ciudad de México y en otros lados de la república.